# Proste życie
Proste życie (ang. The Simple Life) – amerykańskie reality show, produkcji Fox Broadcasting Company, w którym biorą udział Paris Hilton i Nicole Richie. Serial ma na celu pokazać, że córki znanych ludzi, sławne głównie ze skandali, umieją sobie poradzić z codziennymi czynnościami zwykłych ludzi. W pierwszym sezonie dziewczyny zamieszkują ze średniozamożną rodziną na wsi, w drugim natomiast, mieszkają w przeciętnym mieście. Trzecia część przygód pozwala zmierzyć się im z normalnymi zawodami. W odcinkach czwartej części zamieszkują z różnymi rodzinami. Piąty sezon wyprodukowany jest już przez E!, i jednocześnie obrazuje przygodę dziewczyn na obozie. Reality jest emitowane w Polsce, w TVN i Fox Life, a wcześniej MTV Polska.
Liga ds. Walki Ze Zniesławieniem Kongresu Polonii Amerykańskiej wywalczyła usunięcie "polish jokes" z powtórek i wydawanych na DVD wersji reality show "The Simple Life". Planowano w nim nazwać taczkę "polską furgonetką".

## Spis odcinków
| N/o               | Polski tytuł         | Angielski tytuł                                                        |
| ----------------- | -------------------- | ---------------------------------------------------------------------- |
| SERIA PIERWSZA    |                      |                                                                        |
| 1                 |                      | Ro-Day-O Vs. Ro-Dee-O (również jako Bye L.A. !)                        |
| 2                 |                      | Dairy Farmin' Divas (również jako First Day Of Work)                   |
| 3                 |                      | Sonic Burger Shenanigans (również jako Welcome To Sonic)               |
| 4                 |                      | The One About The Rumors (również jako Fair Fun)                       |
| 5                 |                      | Shopaholics (również jako Live Stock Auction)                          |
| 6                 |                      | Boy Crazy (również jako Fill 'Er Up)                                   |
| 7                 |                      | Good-Bye And Good Luck (również jako Goin' Home)                       |
| 8                 |                      | The Lost Episode                                                       |
| SERIA DRUGA       |                      |                                                                        |
| 9                 |                      | The Journey Begins                                                     |
| 10                |                      | Mermaid Outing                                                         |
| 11                |                      | Nudist Resort                                                          |
| 12                |                      | Making Sausages                                                        |
| 13                |                      | Jenny's First Date                                                     |
| 14                |                      | Dancing Sheep                                                          |
| 15                |                      | Play Ball                                                              |
| 16                |                      | Brand New Look                                                         |
| 17                |                      | Deputized                                                              |
| 18                |                      | Back In The Saddle                                                     |
| SERIA TRZECIA     |                      |                                                                        |
| 19                | Mechanicy            | Mechanics                                                              |
| 20                | Sekretarki           | Secretaries                                                            |
| 21                | Latanie              | Airline                                                                |
| 22                | Kostnica             | Mortuary                                                               |
| 23                | Operacja plastyczna  | Plastic Surgery                                                        |
| 24                | Na antenie           | Broadcasting                                                           |
| 25                | Opiekunki            | Daycare                                                                |
| 26                | Zoo                  | Zoo                                                                    |
| 27                | Gotowanie            | Bakery                                                                 |
| 28                | Medium               | Psychic                                                                |
| 29                | Dom opieki           | Nursing Home                                                           |
| 30                | Agencja reklamowa    | Ad Agency                                                              |
| 31                | Strażacy             | Firefighters                                                           |
| 32                | Na produkcji         | Manufacturing                                                          |
| 33                | Organizacja ślubów   | Wedding Planner                                                        |
| 34                | Gabinet dentystyczny | Dentistry                                                              |
| SERIA CZWARTA     |                      |                                                                        |
| 35                |                      | The Nolan Family                                                       |
| 36                |                      | The Ghauri Family                                                      |
| 37                |                      | The Weekes Family                                                      |
| 38                |                      | The Padilla Family                                                     |
| 39                |                      | The Bowden Family                                                      |
| 40                |                      | The Murrie Family                                                      |
| 41                |                      | The Contreras Family                                                   |
| 42                |                      | The Beggs Family                                                       |
| 43                |                      | The Burton Family                                                      |
| 44                |                      | The Confrontation                                                      |
| SERIA PIĄTA       |                      |                                                                        |
| 45                |                      | Welcome To Camp Shawnee                                                |
| 46                |                      | Big Primpin                                                            |
| 47                |                      | Pageant Girls Just Want To Have Fun                                    |
| 48                |                      | Showstoppers                                                           |
| 49                |                      | Flirting With Disaster                                                 |
| 50                |                      | Committed                                                              |
| 51                |                      | Say Hello To Myke Hawke                                                |
| 52                |                      | Babes In The Woods                                                     |
| 53                |                      | Almost Fame-Iess                                                       |
| 54                |                      | Hollywood Ending                                                       |
| ODCINKI SPECJALNE |                      |                                                                        |
| 1                 |                      | The Reunion                                                            |
| 2                 |                      | The Simple Life 2: Road Trip: The Stuff We Weren't Allowed To Show You |